# آکترماکتی
آکترماکتی (به انگلیسی: Auchtermuchty) یک شهرک در اسکاتلند است که در فایف واقع شده‌است. آکترماکتی ۲٬۰۹۳ نفر جمعیت دارد.